# 오조케라톱스
오조케라톱스(Ojoceratops)는 현재의 미국 뉴멕시코주에 살던 각룡류 공룡의 한 속이다. 오조케라톱스 화석은 백악기 후기 (아마도 마스트리히트절, 6800만 년 전)의 오조알라모 층 (나쇼이비토 층원)에서 발견되었다. 모식종은 오조케라톱스 포울러리 (Ojoceratops fowleri)이다. 오조케라톱스는 가까운 친척인 트리케라톱스와 매우 비슷하지만 시대적으로 조금 앞서고, 프릴은 더 네모난 형태다. 닉 롱리치는 2011년에 일부 진짜 트리케라톱스 표본에서도 네모난 형태의 프릴이 발견된다는 것을 지적하고 오조케라톱스가 아마도 트리케라톱스의 동물이명일 것이라고 주장했다. 하지만 홀츠는 2010년에 오조케라톱스가 아마도 트리케라톱스의 조상에 해당하며 동시대를 살았던 에오트리케라톱스의 동물이명일 것이라고 주장했다.